# Agrupación Reformista 25 de Mayo

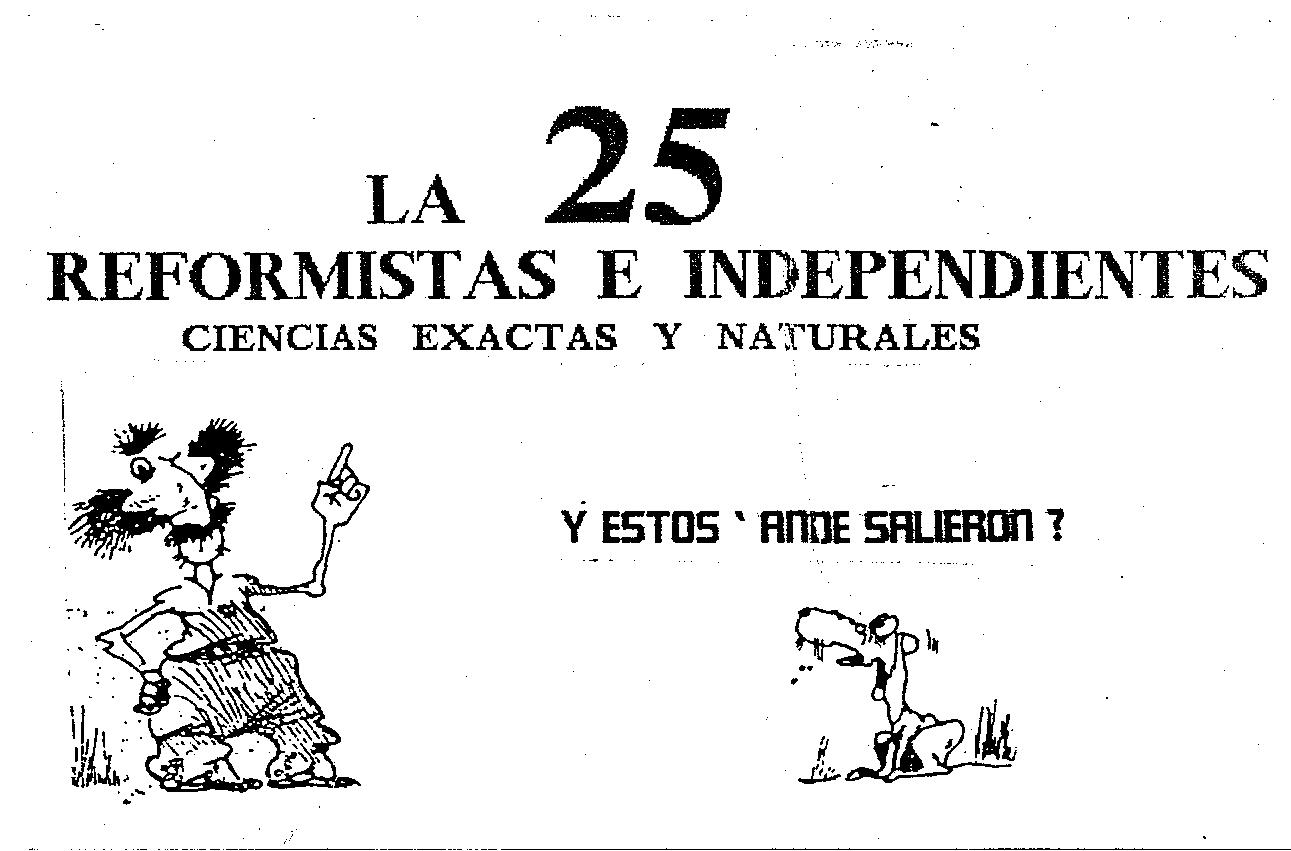
Tapa de un volante de La 25

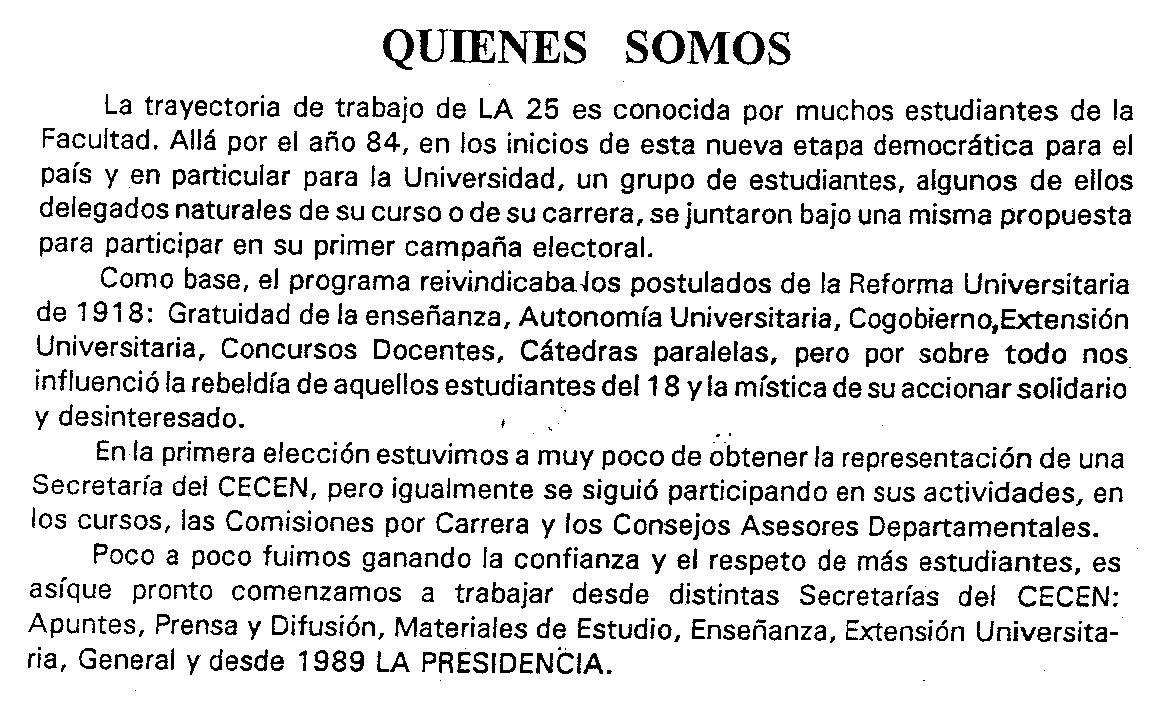
Página 1 de un volante de La 25

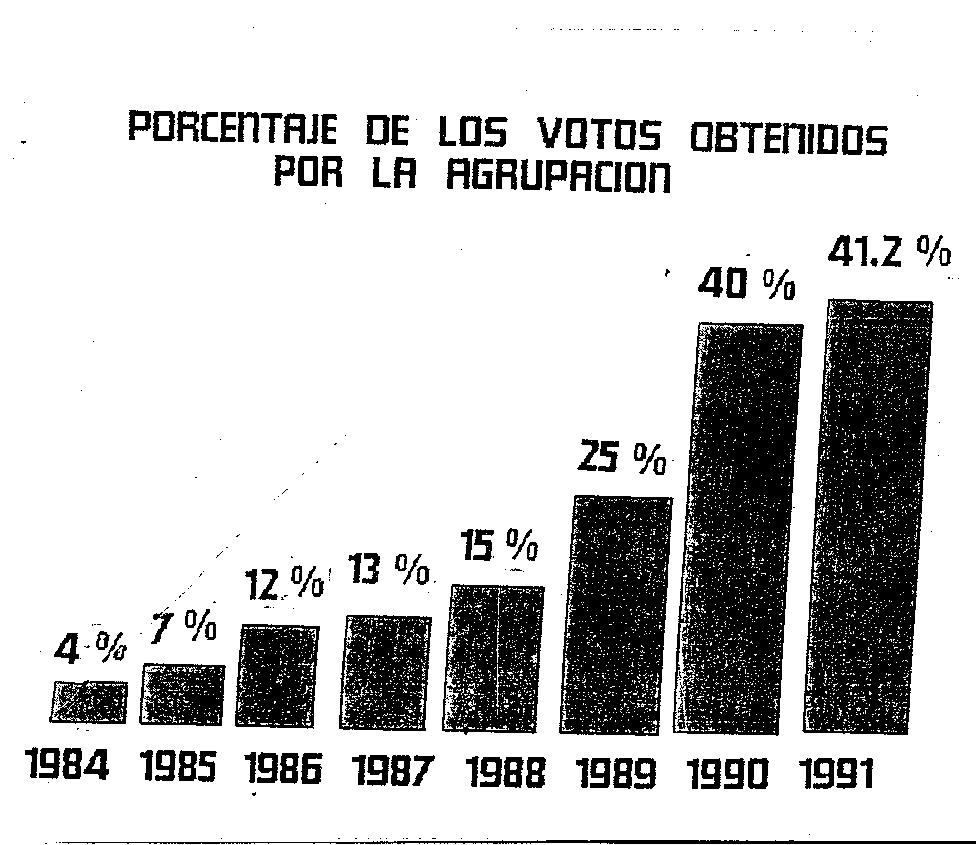
Página 2 de un volante de La 25

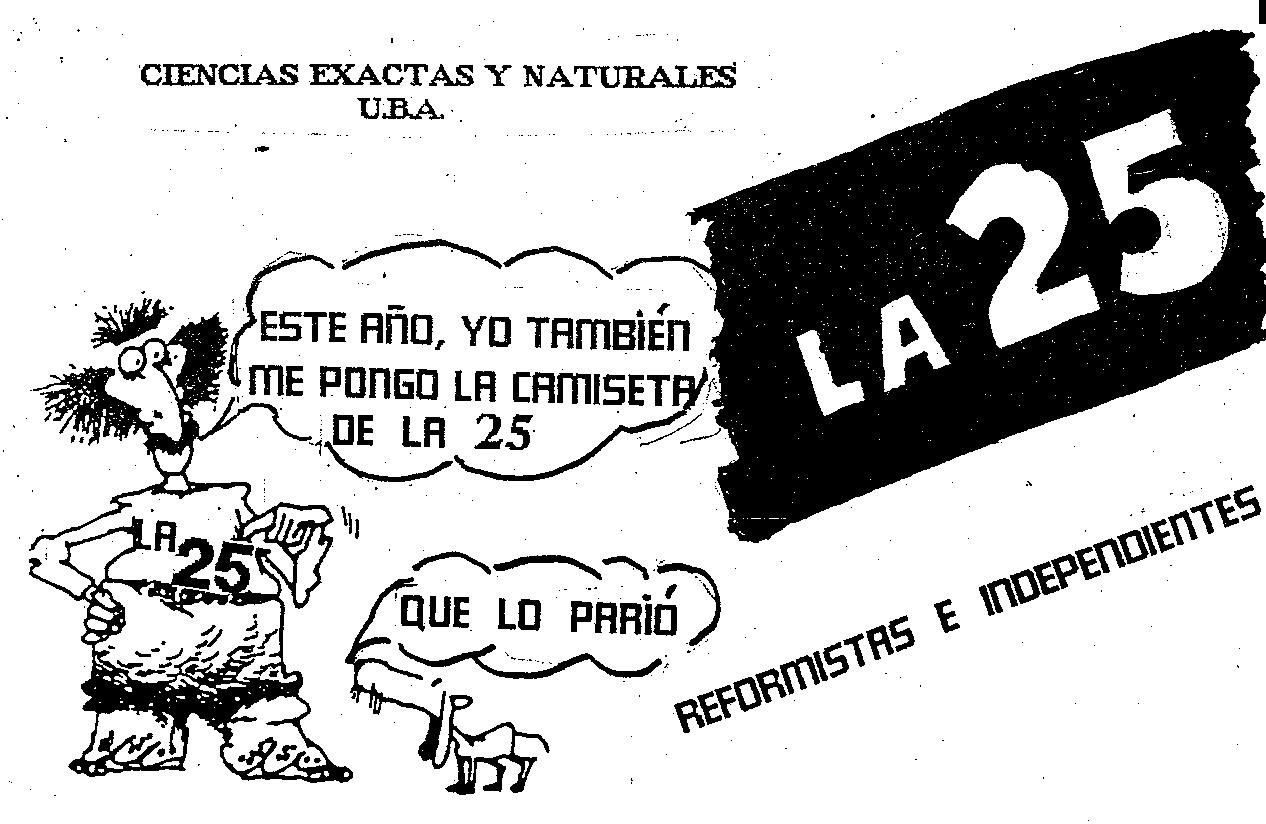
Contratapa de un volante de La 25

Agrupación Reformista 25 de Mayo fue un movimiento político fundado en 1983 en la Facultad de Ciencias Exactas y Naturales (Universidad de Buenos Aires). Durante los primeros años de su existencia se destacaban como dirigentes Elio Mauro y Sergio D’Arrigo quienes más adelante integrarían el secretariado de la Federación Universitaria de Buenos Aires (FUBA).

## Marco político-ideológico
La agrupación integraba el Movimiento Nacional Reformista (MNR), brazo estudiantil del Partido Socialista Popular (Argentina) y reivindicaba la historia y postulados de la Reforma Universitaria de 1918.

## Historia
Desde el reinicio de la democracia participó en las elecciones del Centro de Estudiantes (CECEN), los Consejos Departamentales (CoDep), del Consejo Directivo de la FCEyN, la FUBA, la Federación Universitaria Argentina(FUA) y el Consejo Superior de la Universidad de Buenos Aires(UBA).
A fines de 1989 gana el CECEN por primera vez con Alicia Castigliego como candidata a presidente. Fue la primera vez que el MNR (fundado en 1960) ganaba un centro de estudiantes en la Capital Federal del país y la primera vez que lo hacía una mujer. En 1990 es reelegida como presidenta del CECEN y más adelante llegaría a ser Secretaria General de la FUA.

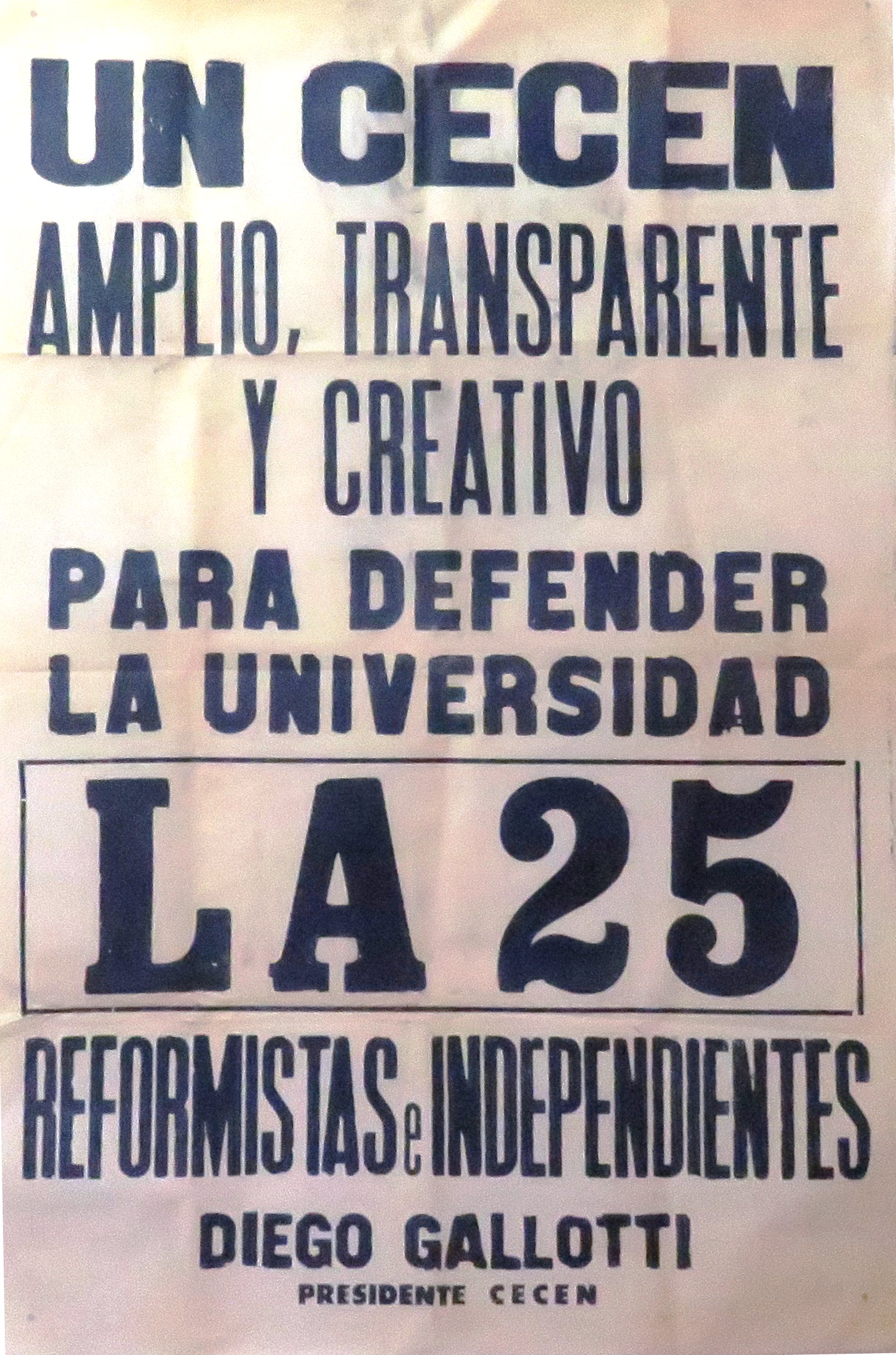
Afiche electoral de la Agrupación Reformista 25 de Mayo

En 1991 la agrupación gana nuevamente el centro de estudiantes, esta vez de la mano de Diego Gallotti, quien es reelegido en 1992.
En 1993 ganan las elecciones con Bibiana Altamirano como candidata.
Y en 1994 ganan con Bruno Mattarollo.
Integraron la Comisión Directiva del CECEN en distintas oportunidades, Sergio D'Arrigo, Elio Mauro, Nair Repollo, Claudio Chazarreta, Florencia Pacheco, Emiliano Portino, Analía Ubieta, Fernando Calzada, Paula Galgano y Cecilia Ladino entre otros.
Durante estos años también ganaron la mayoría del Consejo Directivo de la Facultad, destacándose la participación de estudiantes como Alejandro Crojethovich, Carlos Lombardi, Sergio Rodríguez Gil, Ricardo Cabrera, Marcelo Steinberg, Adriana Guy, Pablo Frigerio, Hernán Alperin, Oscar Bianchi, Luis Borgo, Marcela Roseto, Elio Mauro, Bruno Mattarollo, Alicia Castigliego y Diego Gallotti entre otros.
Integraron el secretariado de la FCEyN, gestionando la Secretaria de Asuntos Estudiantiles y Comunitarios, primero con Sergio D’Arrigo, luego con Alicia Castigliego y por último con Diego Gallotti. También gestionaron la Secretaría de Extensión Universitaria con Ricardo Cabrera.
En dos oportunidades representarían a los estudiantes en el Consejo Superior de la UBA, primero con Alicia Castigliego  y luego con Diego Gallotti.

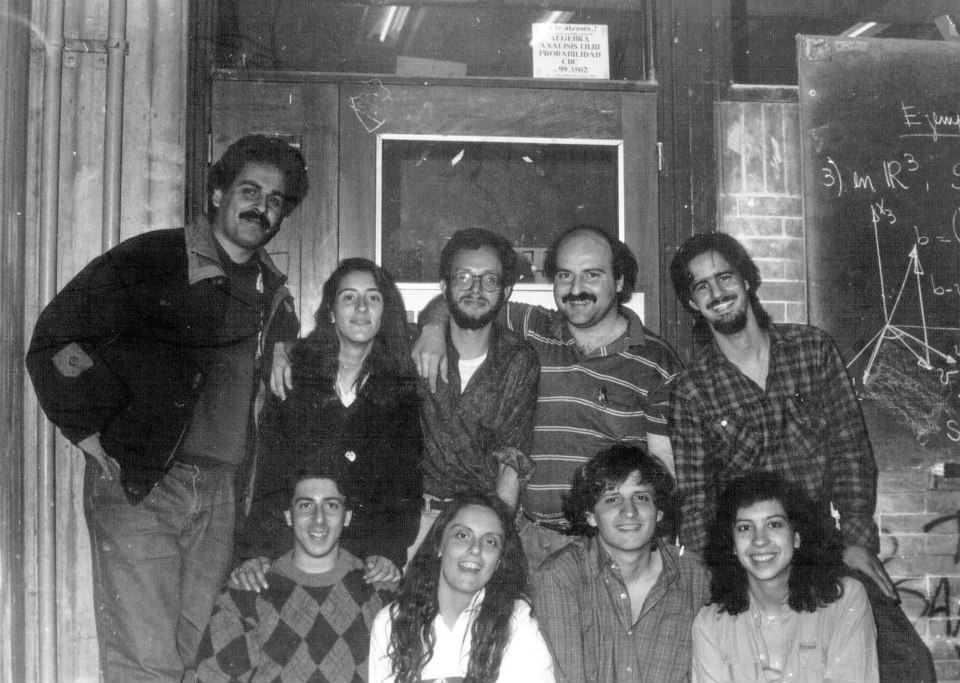
Algunos integrantes de la Agrupación. De izquierda a derecha y de arriba hacia abajo: Claudio Chazarreta, Nair Repollo, Alejandro Crojethovich, Sergio D'Arrigo, Sergio Rodriguez Gil, Eugenio Thal, Alicia Castigliego, Diego Gallotti y Bibiana Altamirano.

## Acción política

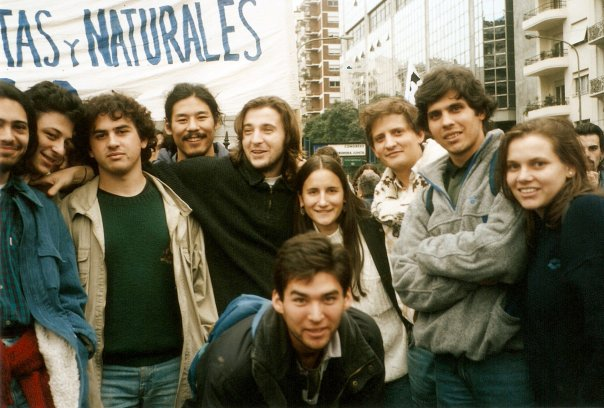
Algunos estudiantes en la marcha en defensa de la Educación Pública y en contra de la ley de Educación Superior (1995)

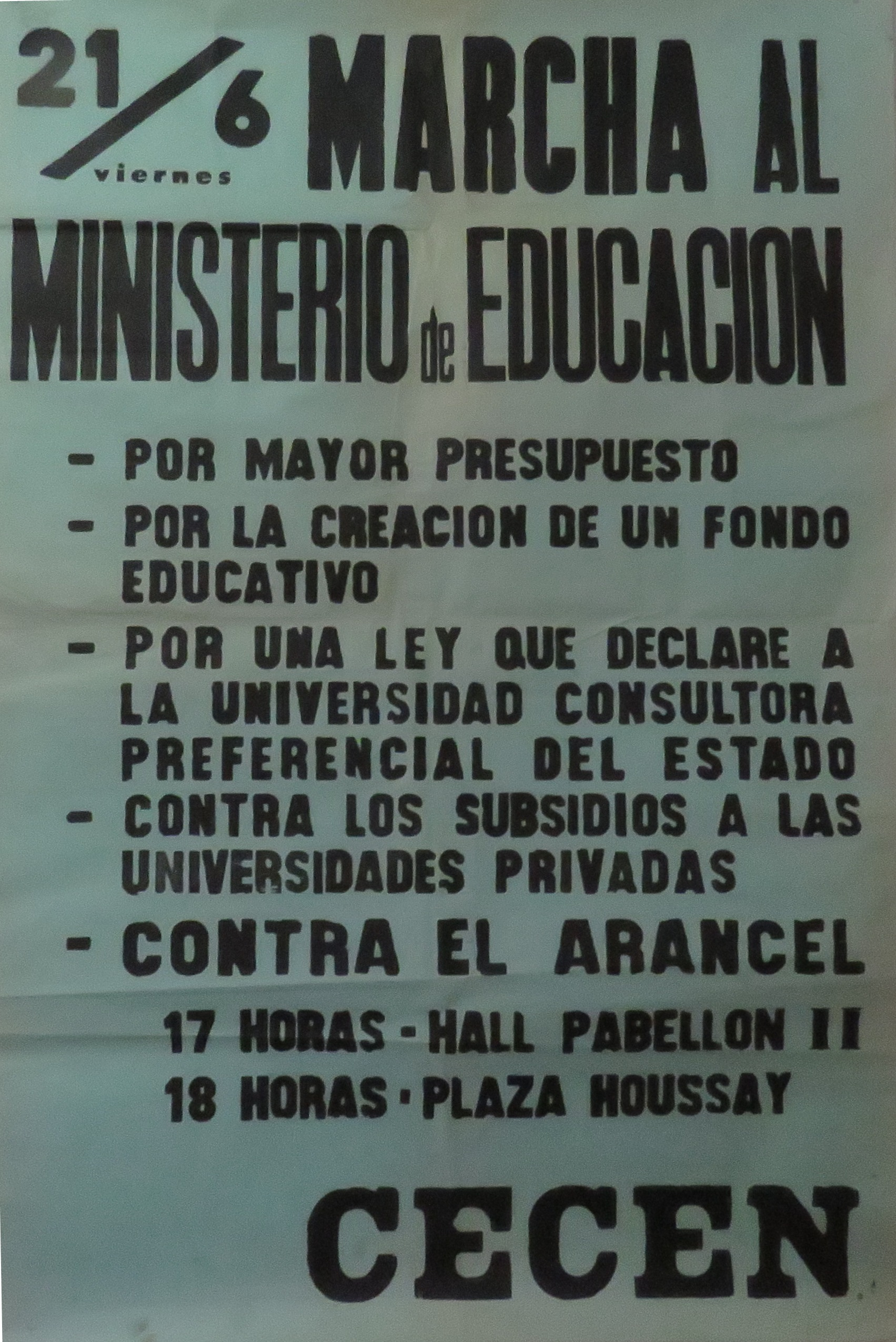
Afiche convocando a una marcha al Ministerio de Educación

En una época signada por la irrupción del neoliberalismo en el país, se destacó por la defensa de la educación pública, gratuita y sin restricciones.

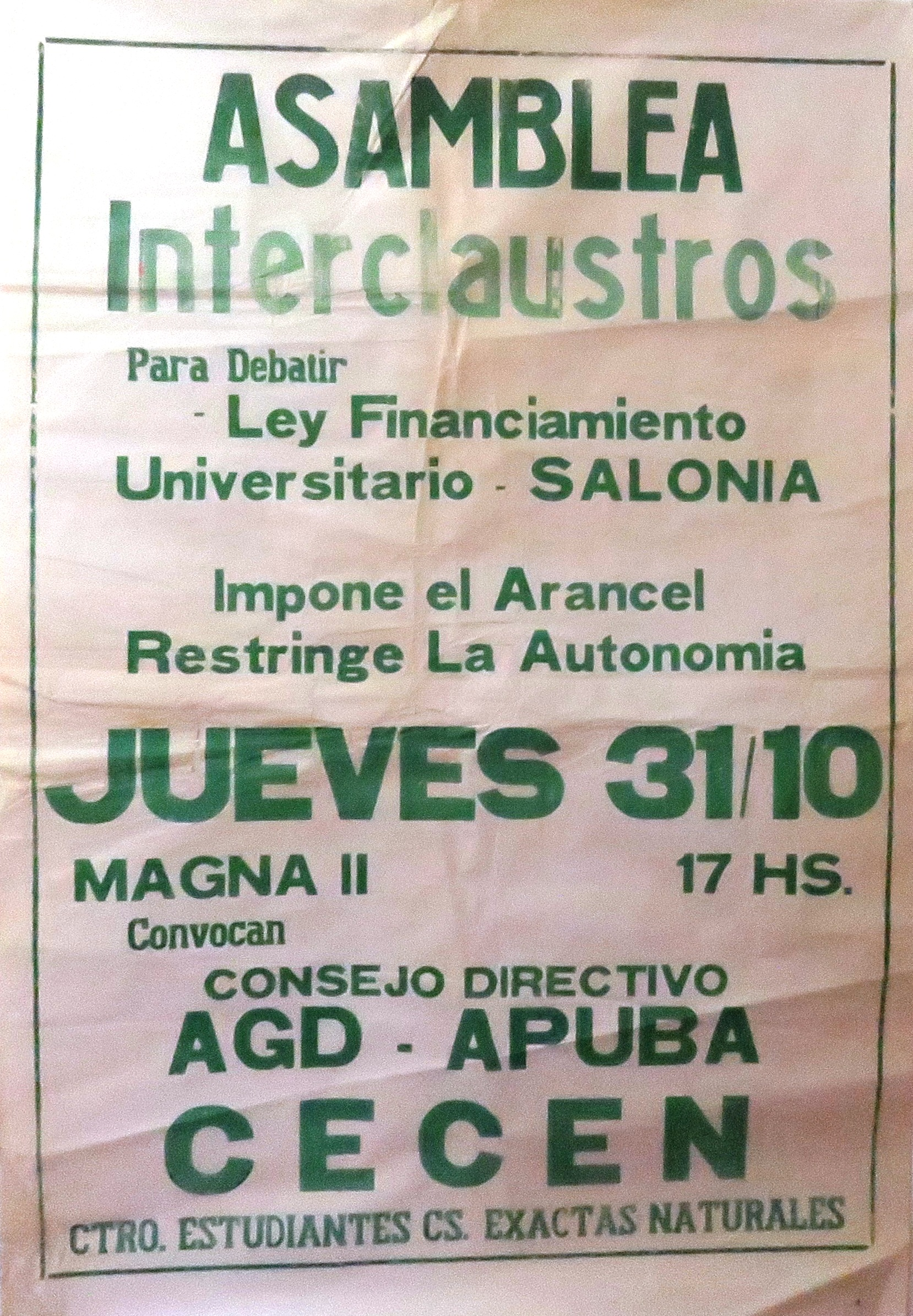
Afiche convocando a Asamblea Interclaustros

Bregó por una universidad comprometida con su tiempo y su realidad político social; por la investigación científica al servicio de las necesidades sociales, por un ambiente sano y por una cultura para todos.
Asimismo, impulsó la democracia participativa con innovadores mecanismos de gestión, control y participación.

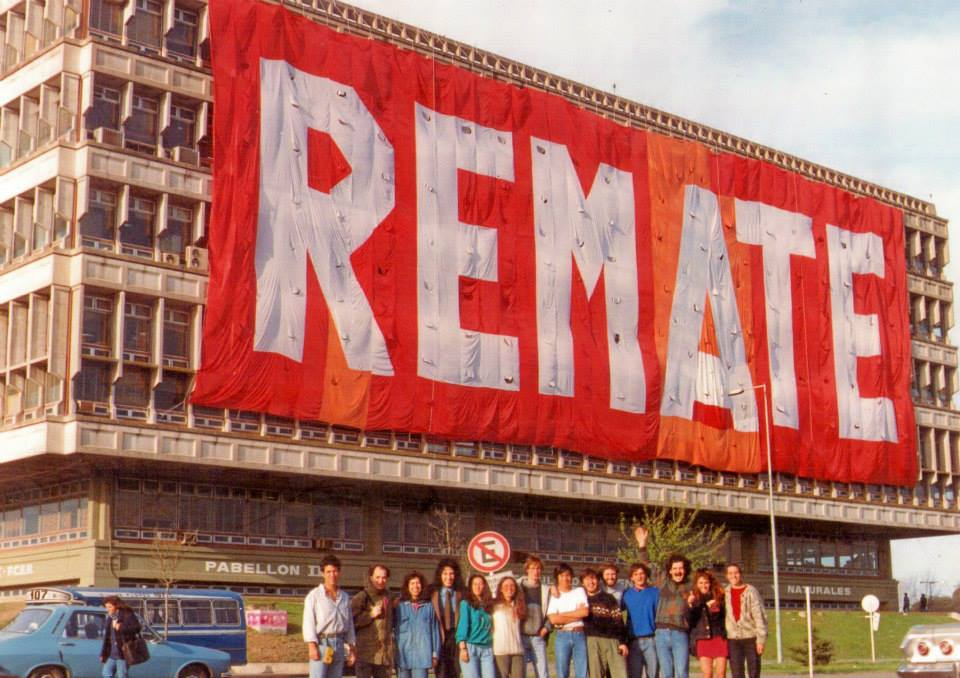
Primeras Jornadas en Defensa de la Educación Pública Universitaria y la Investigación Científica (1992).